# Teoria superstrun

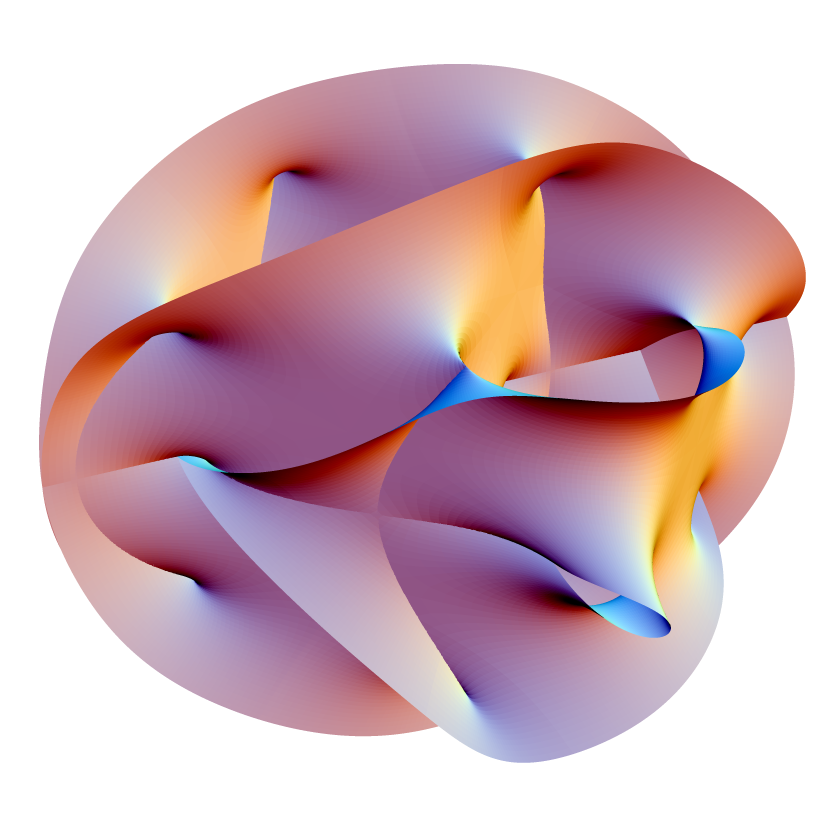
W teorii strun przestrzeń ma więcej niż 3 wymiary, ale dodatkowe wymiary są zwinięte do mikroskopijnych rozmiarów, jak na przedstawionej tutaj rozmaitości Calabi-Yau.

Teoria superstrun – wersja teorii strun, która łączy ją z supersymetrią. Wersja teorii superstrun, M-teoria, jest jedną z proponowanych teorii wszystkiego. M-teoria przewiduje, że teoria superstrun opisuje tylko część rzeczywistości.
Teoria superstrun mieści w sobie wszystkie symetrie modelu standardowego i GUT. Jest to także najbardziej obiecująca kwantowa teoria grawitacji, ponieważ jako pierwsza w historii fizyki poddaje się kwantowej renormalizacji.
Michio Kaku próbował wyjaśnić strukturę Wszechświata z perspektywy teorii superstrun w następujący sposób:

Struna heterotyczna jest zamkniętą struną z dwoma typami drgań, zgodnie i przeciwnie do kierunku ruchu wskazówek zegara, które są traktowane oddzielnie. Drgania zgodne z kierunkiem ruchu wskazówek zegara odbywają się w dziesięciowymiarowej przestrzeni, natomiast drgania w przeciwnym kierunku wypełniają dwudziestosześciowymiarową przestrzeń, w której szesnaście wymiarów uległo kompaktyfikacji (w oryginalnej, pięciowymiarowej przestrzeni Kaluzy piąty wymiar był skompaktyfikowany przez zwinięcie do okręgu).

## Struny
W starszych teoriach cząstki traktowane są jako punkty w przestrzeni. W teorii superstrun cząstki są strunami mającymi rozmiary zbliżone do długości Plancka (około 10-35m), które wibrują z pewnymi ściśle określonymi częstotliwościami. Struny te cechuje supersymetria. Każdy rodzaj drgań określa wystąpienie innej cząstki elementarnej.
Podobnie jak w innych teoriach kwantowych, fundamentalne siły przenoszone są poprzez odpowiednie cząstki. Przykładem może być grawiton, który przenosi siłę grawitacji. Grawitonowi odpowiada struna drgająca z amplitudą równą zero. Struny w ramach tej teorii są obiektami rozciągłymi (niepunktowymi) i dlatego teoria superstrun nie jest teorią pola.

## Liczba wymiarów
Czasoprzestrzeń, w której żyjemy, ma cztery normalne wymiary (3 przestrzenne i czas) i teoria fizyczna musi brać to pod uwagę. Jednak w teorii strun wewnętrzna spójność narzuca liczbę wymiarów 10 lub 26. Pozorny konflikt pomiędzy obserwacją i teorią zostaje rozwiązany, dzięki temu, że długości pozostałych wymiarów są bardzo małej wielkości (10-35 m), zwanej długością Plancka, wobec tego ich nie dostrzegamy.
Badania zanikania siły grawitacji wraz z odległością powinny dać inne wyniki niż dla przypadku 4 wymiarów, co jest efektem związanym z założeniem, że grawitacja jako jedyne oddziaływanie w modelu rozchodzi się we wszystkich dostępnych wymiarach. Zakładając więc, że udałoby się zaobserwować proces rozpadu pewnego obiektu, to bilansując tę część energii, która jest emitowana dzięki oddziaływaniom grawitacyjnym, powinniśmy zaobserwować odstępstwo od przypadku 4-wymiarowego.
Przypuszczalnym doświadczeniem mogącym umożliwić takie pomiary byłoby tworzenie mikroskopijnych czarnych dziur, których parowanie przez promieniowanie Hawkinga mogłoby zostać zaobserwowane w laboratorium. Sam proces tworzenia takich obiektów jak mikroskopijne czarne dziury zależy od liczby dostępnych wymiarów i powinien być znacznie łatwiejszy dla przestrzeni ponad 4-wymiarowej.

## Renormalizacja
Rozwój fizyki doprowadził do powstania kilku kwantowych teorii pola. Każda z nich daje jednak w odpowiedzi nieskończone wartości parametrów, takich jak ładunki elementarne czy masy cząstek, co czyni te wyniki dyskusyjnymi.
Dzięki wynalezieniu matematycznej techniki renormalizacji udało się zrozumieć pochodzenie tych nieskończoności i wyeliminować je dla pewnej klasy modeli. Modele te są nazwane renormalizowalnymi i zalicza się do nich m.in. teorię sił elektromagnetycznych oraz silnych i słabych oddziaływań jądrowych.
Techniki kwantowania pól nie dają się jednak zastosować wprost do równań grawitacji wynikających z ogólnej teorii względności, co oznacza, że kwantowa teoria grawitacji musi mieć inną postać niż dzisiejsze teorie. Brak unifikacji wszystkich sił oznacza, że współczesna fizyka nie może poprawnie opisać zjawisk zachodzących w czarnej dziurze albo w chwili Wielkiego Wybuchu.

## Wersje teorii superstrun
Jakiś czas temu problem stanowiło istnienie pięciu niezależnych teorii superstrun. Przed powstaniem M-teorii (1995) istniało pięć teorii superstrun:
- typ I
- typ IIA
- typ IIB
- heterozyjna E(8)xE(8) (lub HE)
- heterozyjna SO(32) (lub HO)

M-teoria przewiduje, że każda z tych teorii stanowi szczególny jej przypadek.

## Krytyka
Do krytyków teorii superstrun należą między innymi Roger Penrose, Sheldon Lee Glashow oraz Krzysztof Meissner, który po kilkunastu latach pracy nad nią wycofał się, rozczarowany brakiem postępów.